# Carlos Arruza
Carlos Ruiz Camino Arruza dit « Carlos Arruza », né le 17 février 1920 à Mexico (Mexique), mort le 20 mai 1966 à Toluca (Mexique, État de Mexico), fut un matador et un acteur de cinéma au Mexique et aux États-Unis.

## Présentation
Carlos Arruza fut un matador très apprécié dans son pays natal. Il eut également beaucoup de succès en Espagne à partir du milieu des années 1940, et apparut un temps comme un rival de « Manolete », puis de Luis Miguel Dominguín. Il est l'inventeur d'une passe de muleta qui porte son nom : la arrucina. À compter du début des années 1950, il ne torée quasiment plus qu’au Mexique et se retire en 1956.
Il a aussi brillé à Madrid dans un tercio de banderilles d'anthologie au cours duquel il a planté trois paires de poder a poder, ce qui lui a valu une ovation et des mouchoirs blancs bien avant la fin de la faena le 18 juin 1944.
Parallèlement à sa carrière dans les arènes, Arruza est épisodiquement acteur de cinéma comme dans  Mi reino por un torero du réalisateur mexicain Fernando A. Rivero (1944) et dans Sangre torera de Joaquín Pardavé (1950) ; des films de fiction où
il incarne des personnages de ce qu'il est à la ville : des matadors. Dans Le Brave et la Belle (1955), film de celui qui deviendra son ami, le réalisateur américain Budd Boetticher, Carlos Arruza sera le conseiller technique pour les scènes de tauromachie.
Mais l'apparition la plus singulière 
d'Arruza au cinéma est celle qu'il fait dans Alamo, épopée historique de John Wayne : il y incarne le rôle du lieutenant mexicain Reyes, un personnage altier envoyé par son état major demander une reddition aux forcenés du Fort Alamo avant la bataille décisive, et qui apparaît seulement trois fois dans le film. 
Arruza meurt en 1966, dans un accident de la circulation.

### Hommage
En 1972, sort sur les écrans   Arruza, un documentaire de 75 minutes célébrant la vie du  matador devenu entre-temps rejoneador (cavalier combattant le taureau avec un javelot de bois appelé rejón). Ce film réalisé par Budd Boetticher, dans le cadre d’une production américano-mexicaine, a notamment été construit à partir de prises de vue de corridas équestres de Carlos Aruzza filmées par le réalisateur américain à partir de 1957. 

### Carrière
- Débuts en public : 28 novembre 1934 à Mexico, dans la plaza de Vista Alegre.
- Alternative : 1er décembre 1940 à Mexico, plaza de « El Toreo ». Parrain, « Armillita Chico », avec le taureau Oncito, du troupeau de Piedras Negras[1].
- Confirmation d’alternative à Madrid : 18 juillet 1944. Parrain, Antonio Bienvenida ; témoin, Morenito de Talavera.
- Premier de l’escalafón en 1945.